# Spindasis loxura
Spindasis loxura är en fjärilsart som beskrevs av Hans Rebel 1919. Spindasis loxura ingår i släktet Spindasis och familjen juvelvingar. Inga underarter finns listade i Catalogue of Life.